# Gustav Ignaz von Chorinsky

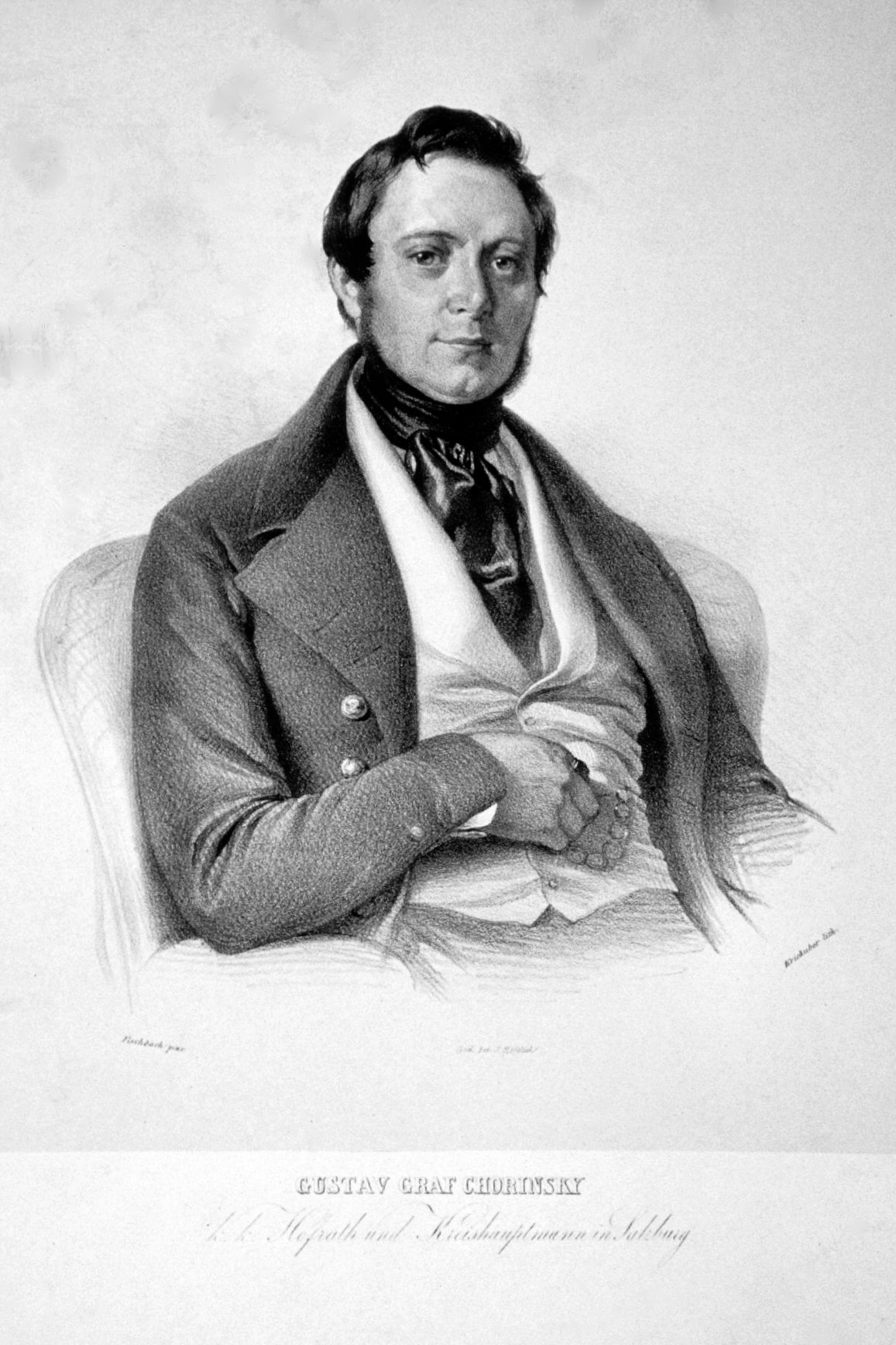
Gustav Graf Chorinsky, Lithographie von Josef Kriehuber, um 1845. Nach einem Gemälde von Johann Fischbach.

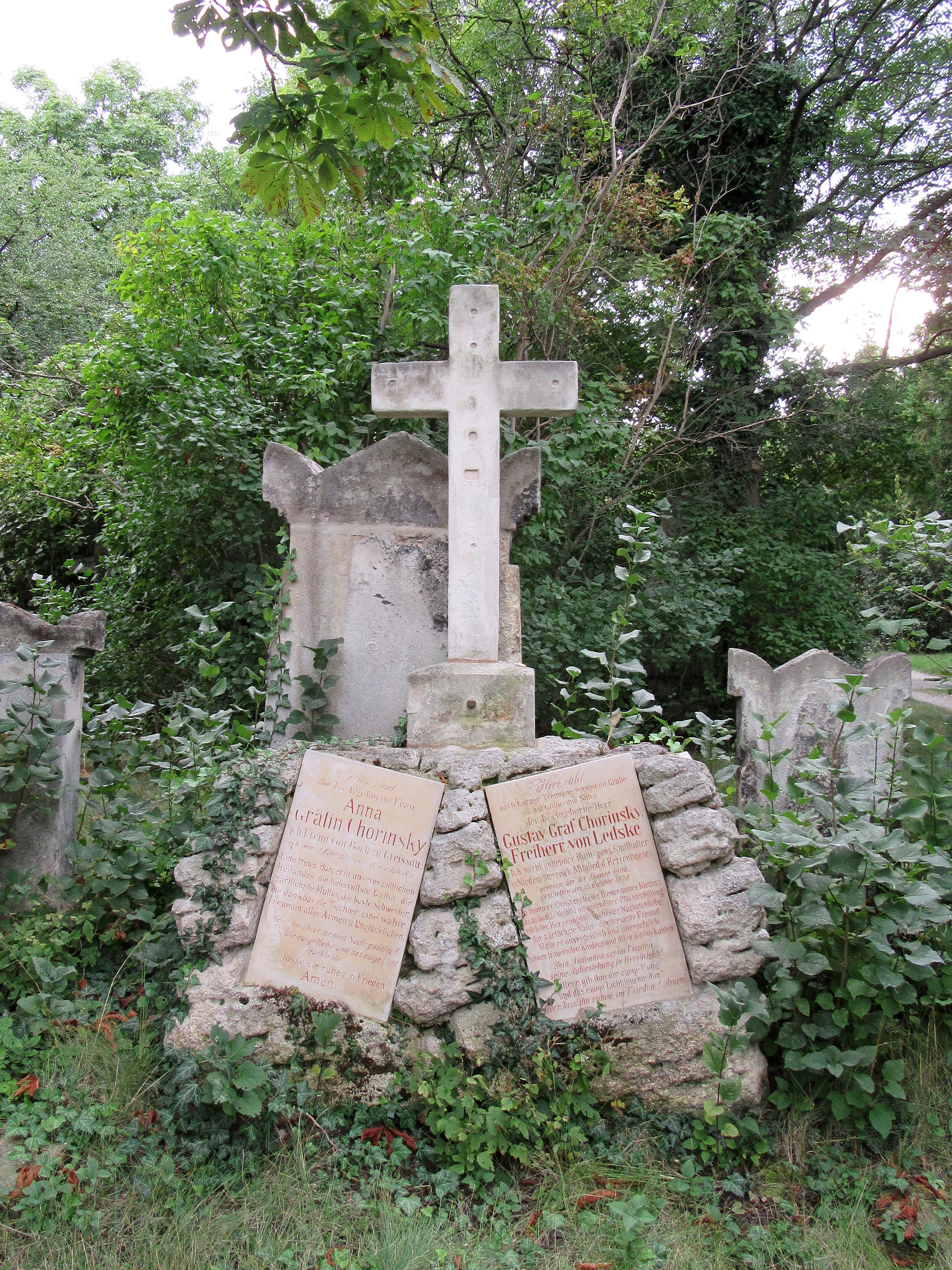
Grab von Gustav von Chorinsky auf dem Sankt Marxer Friedhof in Wien

Gustav Ignaz von Chorinsky (* 27. Jänner 1806 in Wien; † 15. Oktober 1873 ebenda) war ein mährischer Adeliger, k.k. Beamter und Kreishauptmann von Salzburg und Statthalter von Niederösterreich und Krain.

## Leben
Gustav Ignaz Graf von Chorinsky, Freiherr von Ledske, war ein Sohn des Grafen Ignaz Karl von Chorinsky (1770–1823). Er begann seine Verwaltungslaufbahn beim Kreisamt unter dem Wiener Wald, 1833 war er Kreiskommissär in St. Pölten, 1836 in Linz. 1840 wurde er Kreishauptmann von Salzburg und 1848 Statthalter (entspricht heute dem Landeshauptmann) von Niederösterreich, schon 1849 aber Statthalter von Krain. 1860 wurde Gustav Ignaz Statthalter von Mähren und Österreichisch-Schlesien. Am 21. Mai 1862 folgte erneut die neuerliche Berufung zum Statthalter von Niederösterreich. Diese Funktion übte er schließlich bis zum 1. August 1868 aus. 1864–1870 war er Abgeordneter im Niederösterreichischen Landtag, ab 1887 gehörte er dem Herrenhaus an.

## Familie
Gustav Ignaz Graf von Chorinsky heiratete am 18. Mai 1831 in Wien Anna Freiin Böck von Greissau (1806–1871). Das Paar hatte folgende Kinder:
- Gustav (* 1832)
- Josephe (* 1833)
- Sophia (* 1835) ⚭ 1862 Alexander Graf Auersperg
- Rudolf (1836–1897) ⚭ 1867 Magdalene Freiin von Schmidburg (1841–1925)
- Carl (1838–1897), war ebenfalls Landeshauptmann von Salzburg
- Heinrich (* 1844)
- Ignaz (* 1846) ⚭ 1868 Pauline Gräfin von Wilczek (* 1847)